# Qwan Ki Do
Qwan Ki Do (ortografiat și sub formele Qwankido și Quan Khi Dao) este o artă marțială chino-vietnameză creată în 1981 în orașul francez Toulon de către maestrul vietnamez Pham Xuan Tong.. Qwan Ki Do își trage originile din punct de vedere tehnic din artele marțiale chineze și din artele marțiale vietnameze.

## Istorie
Tehnicile din Qwan Ki Do provin în mare parte de la cele patru mari școli din cadrul școlii călugărilor shaolin:
Din partea Chinei, găsim trei școli principale :
- Școala SHAO LIN sau TIEU LAM, care are o mare varietate de tehnici, printre care se numără numeroase cadre de picioare cu sărituri sau tehnicile CHIN NA sau CAM NA.
- Școala WO MEI sau NGA MI, de la muntele Wo Mei Shan, regrupează multe tehnici de intrare și protecție și tehnicile bazate pe observarea animalelor.
- În cele din urmă, școala TANG LANG sau DUONG LANG, caracteristică sudului Chinei și a etniei Hakka, este bazată pe imitarea călugăriței, cu atacuri rapide ale membrelor superioare, ca să poată lovi punctele vitale, și pentru a disloca diferite articulații.

Qwan Ki Do este o sinteză a stilurilor de arte marțiale chino-vietnameze. El reprezintă punctul culminant al peste 25 de ani de studii și de cercetare desfășurate de către un expert în artele marțiale vietnameze: Maestrul Pham Xuan Tong, maestru moștenitor testamentar a maestrului Châu Quan Ky.

## Codul de onoare
Aici sunt cele zece principii fundamentale ale stilului Qwan Ki Do  :
1. Atingerea celui mai înalt nivel tehnic prin efort, perseverență, încredere în sine și respect pentru cei din jur.
2. Cultivarea corpului și a spiritului pentru binele său și al altora și nu din vanitate sau orgoliu.
3. Să fie adeptul virtuților ce stau la baza stilului; corectitudine morală, dreptate, simplitate, modestie și ingadunță.
4. Să dezvolte stilul în conformitate cu nobilele tradiții milenare transmise de Marii Maeștri.
5. Să fie uniți, să cultive respectul față de grade, instructori și conducători precum și spiritul de fraternitate între membri.
6. Să vadă în practica luptelor marțiale un mijloc de progres și nu un scop în sine.
7. Să fie sârguincioși la cursuri, să se perfecționeze prin autocritică.
8. Să respecte toate celelalte școli de Arte Marțiale.
9. Să respecte cu rigurozitate regulamentele Federației Mondiale de Qwan ki do și să onoreze spiritul tradițional al Artelor Marțiale.
10. Să nu folosească Artele Marțiale decât în caz de legitimă apărare.[4]

## Armele naturale utilizate în Qwan Ki Do
Pumnul, primele două falange:
Kho Lau
Spatele pumnului:
Binh Son
Pumnul ciocan sau pumnul de fier:
Thiet Chuy
Marginea mâinii:
Cuong Dao
Palma:
Hung Chuong
Podul palmei:
Binh Chuong
Antebrațul:
Doc Moc
Cotul:
Phuong Duc
Tehnicile membrelor inferioare ("Bo Cuoc Phap"):
- Tehnicile loviturii cu piciorul:
  - Piciorul bol: Kim Tieu
  - Piciorul plantă: Ma Tuc
  - Marginea exterioară a piciorului: Bang Tuc
  - Lovitura cu călcâiul: Thiêt Tieu
- Genunchi: Thiet Chuy Cuoc